# Libnotes buxtoniana
Libnotes buxtoniana är en tvåvingeart som först beskrevs av Alexander 1956.  Libnotes buxtoniana ingår i släktet Libnotes och familjen småharkrankar.
Artens utbredningsområde är Uganda. Inga underarter finns listade i Catalogue of Life.